# David Mayoral
David Mayoral Lastras (Avila, 5 aprile 1997) è un ex calciatore spagnolo, di ruolo centrocampista.

## Caratteristiche tecniche
È un esterno destro.

## Carriera

### Club
Nel 2013 passa al Santa Marta con cui nella stagione 2013-2014 esordisce fra i professionisti in Tercera División; nel luglio 2014 viene acquistato dal Real Valladolid dove gioca una stagione in primavera per poi passare alla squadra B impegnata in Segunda División B. Il 21 agosto 2016 esordisce in prima squadra entrando in campo nei minuti di recupero del match di Segunda División vinto 1-0 contro il Real Oviedo.
Nel marzo seguente viene prestato all'UCAM Murcia per giocare con più continuità; rientrato alla base al termine della stagione, viene impiegato principalmente dalla squadra B riuscendo a fare solo tre apparizioni in seconda divisione. Il 28 agosto 2018 viene prestato all'Alcorcón per tutta la durata della stagione.
Il 17 agosto 2019 viene ceduto a titolo definitivo all'UCAM Murcia, club dove aveva militato per sei mesi nel 2017; con il nuovo club diventa in breve tempo titolare disputando ventiquattro presenze e segnando due reti. Al termine della stagione viene acquistato dal Cadice, neopromosso in Primera División, che lo gira in prestito all'Hermannstadt per una stagione.

### Nazionale
Ha giocato nella nazionale spagnola Under-18.

## Statistiche
Statistiche aggiornate all'8 maggio 2021.

### Presenze e reti nei club
| Stagione                 | Squadra                  | Campionato               | Campionato | Campionato | Coppe nazionali | Coppe nazionali | Coppe nazionali | Coppe continentali | Coppe continentali | Coppe continentali | Altre coppe | Altre coppe | Altre coppe | Totale | Totale | Totale |
| Stagione                 | Squadra                  | Comp                     | Pres       | Reti       | Comp            | Pres            | Reti            | Comp               | Pres               | Reti               | Comp        | Pres        | Reti        | Pres   | Reti   |        |
| ------------------------ | ------------------------ | ------------------------ | ---------- | ---------- | --------------- | --------------- | --------------- | ------------------ | ------------------ | ------------------ | ----------- | ----------- | ----------- | ------ | ------ | ------ |
| 2013-2014                | Santa Marta              | TD                       | 14         | 3          | CR              | 0               | 0               |                    | -                  | -                  |             | -           | -           | 14     | 3      |        |
| 2015-2016                | Real Valladolid B        | SDB                      | 28         | 1          |                 | -               | -               |                    | -                  | -                  |             | -           | -           | 28     | 1      |        |
| 2016-2017                | Real Valladolid B        | SDB                      | 25         | 7          |                 | -               | -               |                    | -                  | -                  |             | -           | -           | 25     | 7      |        |
| 2016-mar. 2017           | Real Valladolid          | SD                       | 1          | 0          | CR              | 0               | 0               |                    | -                  | -                  |             | -           | -           | 1      | 0      |        |
| mar.-giu. 2017           | UCAM Murcia              | SD                       | 7          | 0          | CR              | 0               | 0               |                    | -                  | -                  |             | -           | -           | 7      | 0      |        |
| 2017-2018                | Real Valladolid B        | SDB                      | 23         | 4          |                 | -               | -               |                    | -                  | -                  |             | -           | -           | 23     | 4      |        |
| Totale Real Valladolid B | Totale Real Valladolid B | Totale Real Valladolid B | 76         | 12         |                 | -               | -               |                    | -                  | -                  |             | -           | -           | 76     | 12     |        |
| 2017-2018                | Real Valladolid          | SD                       | 3          | 0          | CR              | 2               | 0               |                    | -                  | -                  |             | -           | -           | 5      | 0      |        |
| Totale Real Valladolid   | Totale Real Valladolid   | Totale Real Valladolid   | 4          | 0          |                 | 2               | 0               |                    | -                  | -                  |             | -           | -           | 6      | 0      |        |
| 2018-2019                | Alcorcón                 | SD                       | 13         | 0          | CR              | 0               | 0               |                    | -                  | -                  |             | -           | -           | 13     | 0      |        |
| 2019-2020                | UCAM Murcia              | SDB                      | 24         | 2          | CR              | 1               | 0               |                    | -                  | -                  |             | -           | -           | 25     | 2      |        |
| Totale UCAM Murcia       | Totale UCAM Murcia       | Totale UCAM Murcia       | 31         | 2          |                 | 1               | 0               |                    | -                  | -                  |             | -           | -           | 32     | 2      |        |
| 2020-2021                | Hermannstadt             | L1                       | 25         | 5          | CR              | 0               | 0               |                    | -                  | -                  |             | -           | -           | 25     | 5      |        |
| Totale carriera          | Totale carriera          | Totale carriera          | 163        | 22         |                 | 3               | 0               |                    | -                  | -                  |             | -           | -           | 166    | 22     |        |